# Fosforribosil pirofosfato
O fosforribosil pirofosfato (PRPP) é um monossacarídeo pertencente ao grupo das pentose fosfato. É sintetizado a partir da ribose 5-fosfato por meio da enzima Fosforibosil-pirofosfato sintetase (PRPS1), sendo um substrato envolvido na síntese de essencialmente todos os nucleotídeos e importante na regulação das vias da síntese de nucleotídeos de purinas e pirimidinas,  e desempenha um papel crucial na transferência de grupos fosfato em diversas reações, como se mostra a seguir:
| Enzima                                       | Reativo     | Produto |
| -------------------------------------------- | ----------- | ------- |
| Adenina fosforribosiltransferas3             | Adenina     | AMP     |
| Hipoxantina-guanina fosforribosiltransferase | Guanina     | GMP     |
| Hipoxantina-guanina fosforribosiltransferase | Hipoxantina | IMP     |
| Orotato fosforribosiltransferase             | Orotato     | OMP     |
| Uracilo fosforribosiltransferase             | Uracilo     | UMP     |

Na síntese de novo ou regeneração das purinas, a enzima amidofosforribosiltransferase catalisa a reação de síntese de fosforribosilamina a partir do PRPP.

## PRPP aumentado
O aumento dos níveis de PRPP é caracterizado pela superprodução e acúmulo de ácido úrico levando à hiperuricemia e hiperuricosúria. É uma das causas de gota.